# Pseudeustrotia euchrysa
Pseudeustrotia euchrysa är en fjärilsart som beskrevs av Oswald Beltram Lower 1903. Pseudeustrotia euchrysa ingår i släktet Pseudeustrotia och familjen nattflyn. Inga underarter finns listade i Catalogue of Life.